# Alexander Rossi

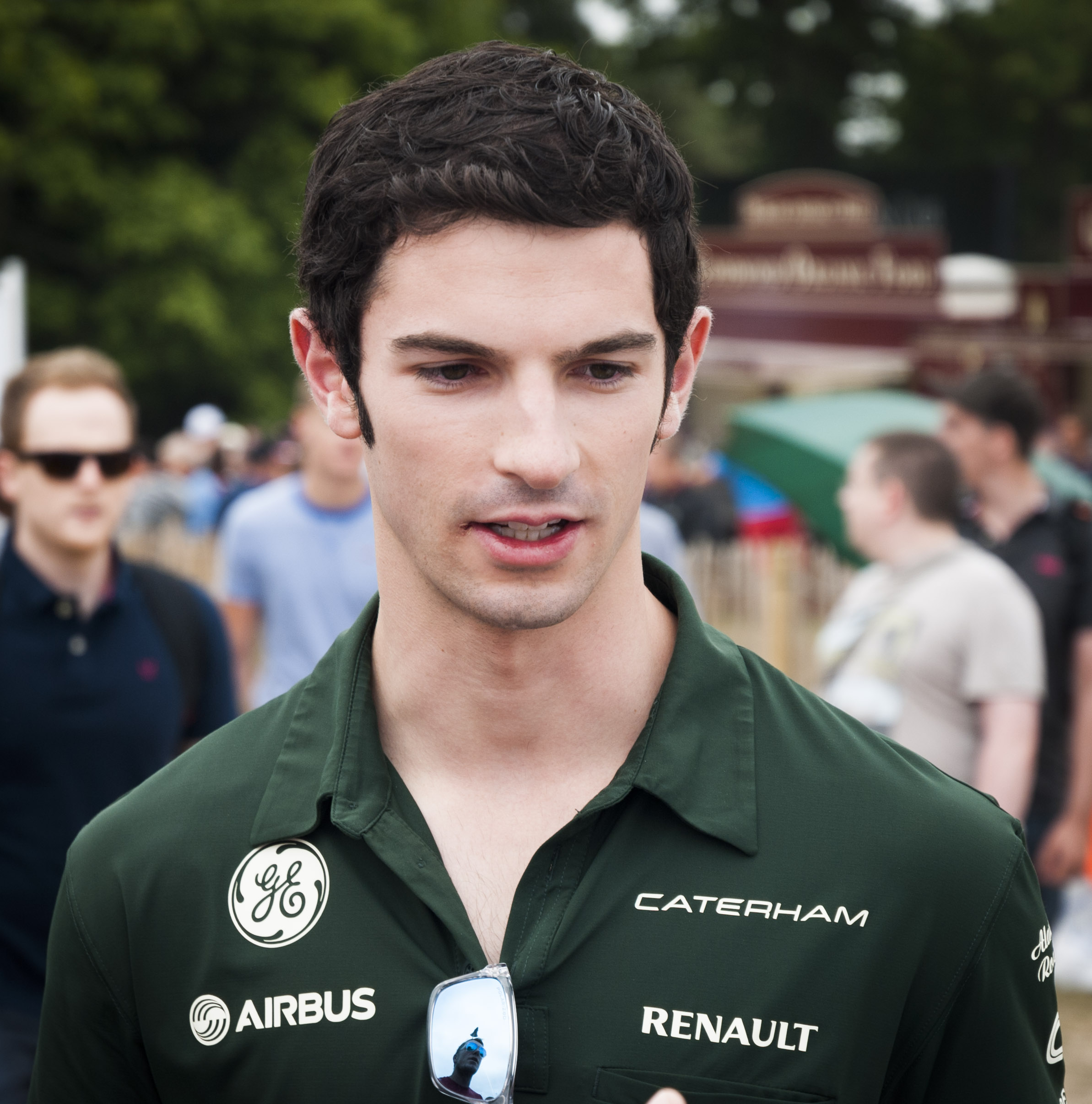
Alexander Rossi in 2013

Alexander Rossi (Auburn, Californië, 25 september 1991) is een Amerikaans autocoureur actief in de IndyCar Series. Hij werd wereldkampioen Formule BMW in 2008 en won de Formula BMW USA. Rossi werd in juli 2014 aangesteld als testrijder in de Formule 1 bij het team van Marussia. In 2015 maakte hij voor dit team zijn officiële racedebuut. In 2016 maakte hij de overstap naar de IndyCar Series, waarin hij rijdt voor het team van Andretti Autosport. Dat jaar won Rossi de honderdste editie van de Indianapolis 500.

## Carrière

### Formule BMW
In 2007 reed Rossi in de Formule BMW USA, waar hij als derde in het kampioenschap eindigde met drie overwinningen en vijf podiumplaatsen voor het Team Apex Racing, USA.
In 2008 keerde Rossi terug voor een tweede seizoen voor het team EuroInternational. Hij won het kampioenschap met tien overwinningen uit vijftien races, waarmee hij de eerste Amerikaan werd die de Formule BMW USA won.
Rossi beëindigde het seizoen als wereldkampioen in de Formule BMW World Final op het Autódromo Hermanos Rodríguez.

### Formula Master
In 2009 ging Rossi in Europa racen, waar hij zijn debuut maakte in de International Formula Master voor het team Hitech Racing. Na twee raceweekenden stapte hij over naar ISR Racing voor de rest van het seizoen. Met drie overwinningen op Brno, Spa-Francorchamps en Imola eindigde hij achter Fabio Leimer, Sergej Afanasjev en Josef Král als vierde in het kampioenschap als beste rookie.

### GP2 Asia Series
In het winterseizoen 2009-10 nam Rossi deel aan de GP2 Asia Series voor het team Ocean Racing Technology, maar na de eerste ronde op het Yas Marina Circuit stapte hij over naar het team MalaysiaQi-Meritus.com voor de rest van het seizoen. Met een vierde plaats in de eerste race op Yas Marina als beste resultaat eindigde hij als negende in het kampioenschap met 12 punten.

### GP3 Series
In 2010 maakte Rossi de overstap naar de nieuwe GP3 Series, waar hij voor het team ART Grand Prix reed naast Pedro Nunes en Esteban Gutiérrez. Met twee overwinningen op het Circuit de Catalunya en de Hungaroring eindigde hij achter Gutiérrez, Robert Wickens en Nico Müller als vierde in het kampioenschap met 38 punten.

### Formule Renault 3.5 Series
Na één GP3-seizoen stapte Rossi in 2011 over naar de Formule Renault 3.5 Series, waar hij ging rijden voor het team Fortec Motorsport naast César Ramos. Hij won de eerste race van het seizoen op het Motorland Aragón en de tweede race op het Circuit Paul Ricard, waardoor hij achter Robert Wickens en Jean-Éric Vergne als derde eindigde in het kampioenschap met 156 punten.
Rossi bleef in 2012 in het kampioenschap rijden, maar stapte over naar het nieuwe team Arden Caterham naast Lewis Williamson. Na drie raceweekenden werd Williamson door teleurstellende resultaten echter vervangen door António Félix da Costa. Terwijl Félix da Costa vier van de laatste vijf races van het seizoen won, kende Rossi een teleurstellend seizoen waarin hij enkel op het Circuit de Monaco op het podium eindigde. Uiteindelijk eindigde hij als elfde in het kampioenschap met 63 punten.

### GP2 Series
Aan het begin van het seizoen 2013 had Rossi geen zitje. Vanaf de ronde op het Bahrein International Circuit mocht hij echter instappen in de GP2 Series bij het team Caterham Racing, waar hij mede-Caterham F1-testrijder Ma Qing Hua vervangt en naast Sergio Canamasas rijdt. Na een podiumplaats in zijn eerste race zakten zijn resultaten ietwat in, om in het laatste raceweekend op het Yas Marina Circuit zijn eerste pole position en overwinning in het kampioenschap te behalen. Mede hierdoor werd hij negende in het kampioenschap met 92 punten.
In 2014 blijft Rossi rijden voor Caterham, maar krijgt in Rio Haryanto wel een nieuwe teamgenoot. Na een teleurstellende seizoensstart waarin hij slechts tweemaal punten wist te scoren, verliet Rossi zowel het Formule 1- als het GP2-team van Caterham en vertrok naar Campos Racing, waar hij eenmalig Kimiya Sato verving. Bij Caterham werd hij vervangen door Tom Dillmann.
In 2015 keert Rossi terug in de GP2, waarbij hij voor het team Racing Engineering uitkomt.

### Formule 1

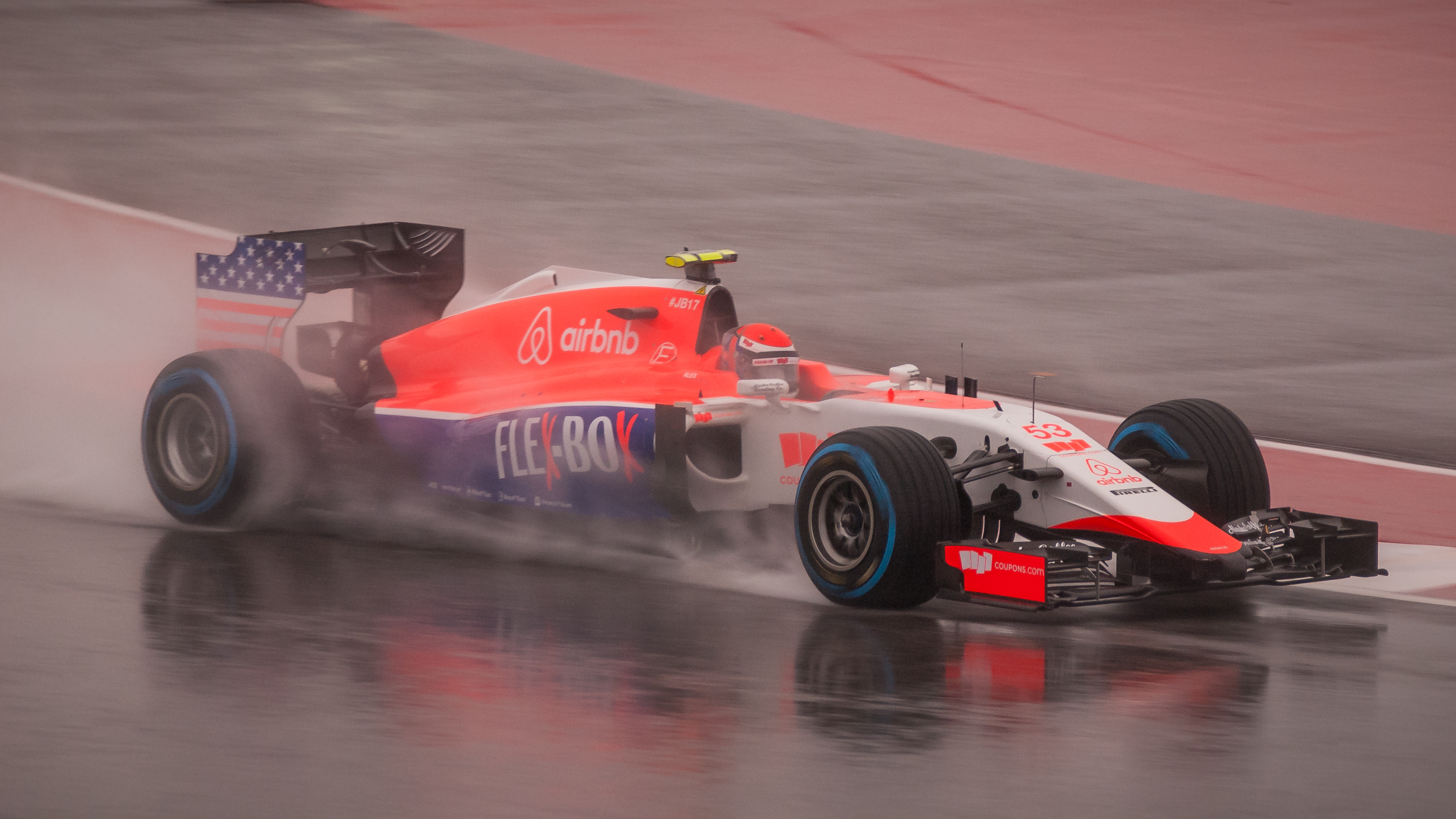
Rossi tijdens de Grand Prix Formule 1 van de Verenigde Staten 2015

Door zijn wereldkampioenschap in de Formule BMW mocht hij eenmalig bij het Formule 1-team van BMW Sauber testen. Rossi werd in verband gebracht om in 2010 in de Formule 1 te debuteren met het US F1 team, dit team was namelijk op zoek naar jong Amerikaans talent. Ondanks dat hij had getekend als testrijder achter José María López en James Rossiter, werd dit team opgedoekt voor de start van het seizoen. In 2012 kreeg hij een nieuwe kans bij Caterham F1 Team, waar hij naast Giedo van der Garde testrijder werd. Rossi reed zijn eerste en enige vrijdagtraining van het jaar bij de Grand Prix van Spanje. In 2013 is hij opnieuw testrijder bij Caterham, waar hij opnieuw enkele vrijdagtrainingen rijdt.
In 2014 was Rossi, samen met Robin Frijns, opnieuw testrijder van Caterham. Na de Grand Prix van Duitsland vertrok hij bij het team, om een week later aan de slag te gaan bij concurrent Marussia. Hier kreeg hij te horen dat hij de Grand Prix van België mocht rijden in plaats van reguliere coureur Max Chilton. Na afloop van de eerste vrije training werd echter bekend dat Chilton de rest van het weekend toch zou instappen bij het team.
In 2015 maakte Rossi alsnog zijn Formule 1-debuut voor Marussia, dat inmiddels was omgedoopt naar het Manor F1 Team, vanaf de Grand Prix van Singapore als vervanger van Roberto Merhi. Hij moet de races in Rusland en Abu Dhabi aan zich voorbij laten gaan, omdat hij in die weekenden in de GP2 uitkomt.
In 2016 is Rossi, naast zijn programma in de IndyCar Series, ook testrijder voor het team van Manor, nadat hij eerder aan de kant werd geschoven door Pascal Wehrlein en Rio Haryanto.

### IndyCar Series
In 2016 stapte Rossi over naar de IndyCar Series. Hij kwam uit voor het team Bryan Herta Autosport, dat een samenwerking is aangegaan met het team Andretti Autosport. Na een goed debuut voor het team, beleefde hij tijdens de Indianapolis 500 de grootste zege uit zijn carrière door de honderdste editie van de legendarische race te winnen.

## Overzicht Formule 1-carrière
| Seizoen | Inschrijving           | Chassis       | Motor                         | 1   | 2   | 3   | 4   | 5      | 6   | 7      | 8   | 9   | 10  | 11  | 12     | 13     | 14     | 15  | 16     | 17     | 18     | 19  | 20  | Pos | Punten |
| ------- | ---------------------- | ------------- | ----------------------------- | --- | --- | --- | --- | ------ | --- | ------ | --- | --- | --- | --- | ------ | ------ | ------ | --- | ------ | ------ | ------ | --- | --- | --- | ------ |
| 2012    | Caterham F1 Team       | Caterham CT01 | Renault RS27-2012 2.4 V8      | AUS | MAL | CHN | BHR | SPA TC | MON | CAN    | EUR | GBR | DUI | HON | BEL    | ITA    | SIN    | JPN | KOR    | IND    | ABU    | VST | BRA | -   | -      |
| 2013    | Caterham F1 Team       | Caterham CT03 | Renault RS27-2013 2.4 V8      | AUS | MAL | CHN | BHR | SPA    | MON | CAN TC | GBR | DUI | HON | BEL | ITA    | SIN    | KOR    | JPN | IND    | ABU    | VST TC | BRA |     | -   | -      |
| 2014    | Caterham F1 Team       | Caterham CT05 | Renault Energy F1-2014 1.6 V6 | AUS | MAL | BHR | CHN | SPA    | MON | CAN TC | OOS | GBR | DUI | HON |        |        |        |     |        |        |        |     |     | -   | -      |
| 2014    | Marussia F1 Team       | Marussia MR03 | Ferrari 059/3 1.6 V6          |     |     |     |     |        |     |        |     |     |     |     | BEL TC | ITA    | SIN    | JPN | RUS    | VST    | BRA    | ABU |     | -   | -      |
| 2015    | Manor Marussia F1 Team | Marussia MR03 | Ferrari 059/3 V6              | AUS | MAL | CHN | BHR | SPA    | MON | CAN    | OOS | GBR | HON | BEL | ITA    | SIN 14 | JPN 18 | RUS | VST 12 | MEX 15 | BRA 18 | ABU |     | 20  | 0      |

## Overzicht Indycar-carrière
| Year | Team                                       | Chassis      | No. | Engine | 1     | 2     | 3     | 4     | 5     | 6      | 7      | 8      | 9     | 10    | 11    | 12    | 13    | 14    | 15    | 16    | 17    | Rank | Pts  | Ref    |
| ---- | ------------------------------------------ | ------------ | --- | ------ | ----- | ----- | ----- | ----- | ----- | ------ | ------ | ------ | ----- | ----- | ----- | ----- | ----- | ----- | ----- | ----- | ----- | ---- | ---- | ------ |
| 2016 | Andretti Herta Autosport w/ Curb-Agajanian | Dallara DW12 | 98  | Honda  | STP12 | PHX14 | LBH20 | ALA15 | IMS10 | INDY1  | DET10  | DET12  | ROA15 | IOW6  | TOR16 | MDO14 | POC20 | TXS11 | WGL8  | SNM5  |       | 11e  | 430  | [ 6 ]  |
| 2017 | Andretti Herta Autosport w/ Curb-Agajanian | Dallara DW12 | 98  | Honda  | STP11 | LBH19 | ALA5  | PHX15 | IMS8  | INDY7  | DET5   | DET7   | TXS22 | ROA13 | IOW11 | TOR2  | MDO6  | POC3  | GTW6  | WGL1* | SNM21 | 7e   | 494  | [ 7 ]  |
| 2018 | Andretti Autosport                         | Dallara DW12 | 27  | Honda  | STP3  | PHX3  | LBH1* | ALA11 | IMS5  | INDY4  | DET3   | DET12* | TXS3  | ROA16 | IOW9  | TOR8  | MDO1* | POC1* | GTW2  | POR8  | SNM7  | 2e   | 621  | [ 8 ]  |
| 2019 | Andretti Autosport                         | Dallara DW12 | 27  | Honda  | STP5  | COA9  | ALA5  | LBH1* | IMS22 | INDY2  | DET2   | DET5   | TXS2  | ROA1* | TOR3  | IOW6  | MDO5  | POC18 | GTW13 | POR3  | LAG6  | 3e   | 608  | [ 9 ]  |
| 2020 | Andretti Autosport                         | Dallara DW12 | 27  | Honda  | TXS15 | IMS25 | ROA19 | ROA3  | IOW6  | IOW8   | INDY27 | GTW22  | GTW14 | MDO3  | MDO2  | IMS2  | IMS3  | STP21 |       |       |       | 9e   | 317  | [ 10 ] |
| 2021 | Andretti Autosport                         | Dallara DW12 | 27  | Honda  | ALA9  | STP21 | TXS8  | TXS20 | IMS7  | INDY29 | DET7   | DET13  | ROA7  | MDO5  | NSH17 | IMS4  | GTW17 | POR2  | LAG25 | LBH6  |       | 10e  | 332  | [ 11 ] |
| 2022 | Andretti Autosport                         | Dallara DW12 | 27  | Honda  | STP20 | TXS27 | LBH8  | ALA9  | IMS11 | INDY5  | DET    | ROA    | MDO   | TOR   | IOW   | IOW   | IMS   | NSH   | GTW   | POR   | LAG   | 11e* | 141* |        |